# مسجد الأيبكي
مسجد الأيبكي أو مسجد الشيخ عبد الله الأيبكي هو مسجدٌ تاريخي يقع في حي التفاح في مدينة غزة. أنجز بناءه أواخر القرن الثالث عشر للميلاد، وسمي باسم الزعيم الديني المسلم عبد الله الأيبكي المملوكي الذي كان مقرباً من عز الدين أيبك أول سلطان مملوكي في مصر. ودفن ابن الشيخ عبد الله الشيخ إياد في حي الدرج في مدينة غزة، وابنه الآخر أحمد، دفن في مكان يطلق عليه اليوم مزار الشيخ آيباك.

### معلومات المراجع
- Shahin، Mariam (2005). Palestine: A Guide. Interlink Books. ISBN:1-56656-557-X. مؤرشف من الأصل في 2023-02-19.
- Sharon، Moshe (2009). Corpus Inscriptionum Arabicarum Palaestinae, G. BRILL. ج. 4. ISBN:90-04-17085-5. مؤرشف من الأصل في 2022-05-05.